# ラムタオ県
ラムタオ県（ラムタオけん、ベトナム語：Huyện Lâm Thao / 縣臨洮?）は、ベトナム社会主義共和国フート省の県である。面積は97.69 km²、人口は140,000人（2015年）である。

## 行政区画
以下の2市鎮10社から構成される。
- ラムタオ市鎮（Lâm Thao / 臨洮）
- フンソン市鎮（Hùng Sơn / 雄山）
- バングエン社（Bản Nguyên / 本原）
- カオサー社（Cao Xá / 高舍）
- フングエン社（Phùng Nguyên / 逢原）
- ソンヴィー社（Sơn Vi / 山圍）
- タックソン社（Thạch Sơn / 石山）
- ティンキエン社（Tiên Kiên / 仙堅）
- トゥーサー社（Tứ Xã / 四社）
- ヴィンライ社（Vĩnh Lại / 永賴）
- スアンフイ社（Xuân Huy / 春輝）
- スアンルン社（Xuân Lũng / 春隴）